# Ricciotti Lazzero
 (Trieste, 1º settembre 1921 – Como, 16 dicembre 2002) è stato un giornalista, storiografo e partigiano italiano.
Termina gli studi a Torino, dove si laurea in Lingue. Durante la seconda guerra mondiale viene arruolato come sottotenente di fanteria e partecipa alla campagna di Russia: sarà comandante di un caposaldo sul Don. Dopo il rientro in Italia dopo la disfatta e, a seguire, agli eventi del settembre 1943, si associa ai partigiani piemontesi della VIII Divisione Autonoma Vallorco e della VI Divisione alpina Giustizia e Libertà "Mario Costa".
Dopo la guerra inizia l'attività giornalistica, praticata per molti anni presso La Stampa, Epoca, Corriere della Sera e La Gazzetta Ticinese, svolgendo attività di inviato speciale. Collabora con riviste e periodici a livello nazionale dirigendo il mensile La Bora di Trieste.
Consigliere di Piero Savoretti per la fabbrica automobilistica di Togliattigrad, ha inoltre collaborato con Simon Wiesenthal per oltre quarant'anni.
Studioso affermato e storiografo delle forze armate della Repubblica Sociale Italiana, del Partito fascista e della deportazione, è stato dal 1988 al 2002 presidente dell'Isr di Como.

## Opere
- Dizionario dello sport e dei giochi sportivi, a cura di e con Bianca Pretti e Tito Poggio, 2 voll., Milano, Sormani, 1953.
- Così è crollato Hitler, 4 voll., Milano, A. Mondadori, 1965.
- Le SS italiane, Milano, Rizzoli, 1982.
- Le brigate nere, Milano, Rizzoli, 1983.
- La decima MAS, Milano, Rizzoli, 1984. ISBN 88-17-53414-5.
- Il Partito nazionale fascista, Milano, Rizzoli, 1985. ISBN 88-17-53415-3.
- Lager. Deportazione e sterminio nel Terzo Reich, Brescia, Istituto storico della Resistenza bresciana, 1985.
- Il sacco d'Italia. Razzie e stragi tedesche nella Repubblica di Salò, Milano, A. Mondadori, 1994. ISBN 88-04-35973-0.
- Gli schiavi di Hitler. I deportati italiani in Germania nella seconda guerra mondiale, Milano, A. Mondadori, 1996. ISBN 88-04-39261-4.
- La guerra sul confine. Nazisti e repubblichini sul lago di Como, la resa dei tedeschi al valico di Chiasso, Como, Istituto di storia contemporanea Pier Amato Perretta, 2003.